# (36820) 2000 SK82
2000 SK82 (asteroide 36820) é um asteroide da cintura principal. Possui uma excentricidade de 0.06508930 e uma inclinação de 5.53381º.
Este asteroide foi descoberto no dia 24 de setembro de 2000 por LINEAR em Socorro.